# Троицкое (Новомосковский район)
Троицкое (укр. Троїцьке) — село,
Голубовский сельский совет,
Новомосковский район,
Днепропетровская область,
Украина.
Код КОАТУУ — 1223282005. Население по переписи 2001 года составляло 143 человека .

## Географическое положение
Село Троицкое находится на расстоянии в 2,5 км от посёлка Миролюбовка.
По селу протекает пересыхающий ручей с запрудой.
Рядом проходит автомобильная дорога М-18 (E 105).